# Сухая Каморза
Сухая Каморза — река (или ручей) в России, протекает по Уйскому району Челябинской области. Длина реки составляет 11 км.
Начинается на восточной окраине лога Саежий, течёт в юго-восточном направлении по безлесой местности. Устье реки находится в 3,3 км по левому берегу реки Каморза. На реке имеется четыре пруда.

## Данные водного реестра
По данным государственного водного реестра России относится к Иртышскому бассейновому округу, водохозяйственный участок реки — Тобол от истока до впадения реки Уй, без реки Увелька, речной подбассейн реки — Тобол. Речной бассейн реки — Иртыш.
Код объекта в государственном водном реестре — 14010500212111200000744.